# Nirvana (monde indien)
Cette page contient des caractères spéciaux ou non latins. S’ils s’affichent mal (▯, ?, etc.), consultez la page d’aide Unicode.
Pour les articles homonymes, voir Nirvana.
Le nirvana (sanskrit IAST : nirvāṇa ; pali : nibbāna) est un concept philosophique de l'hindouisme, du jaïnisme et du bouddhisme qui signifie « extinction » (du feu des passions, de l'ignorance) ou « libération » (du saṃsāra, du cycle des réincarnations).

## Étymologie
Du sanskrit (devanāgarī : निर्वाण), calque du pali Nibbāna (निब्बान) qui signifie « extinction » d'une flamme ou d'une fièvre, étymologiquement « ex-spiration »
, et par extension « apaisement » puis « libération ». Ce mot est devenu, en chinois 涅槃 nièpán, en vietnamien niết-bàn, en japonais 涅槃 nehan, en coréen 열반 yolban, en tibétain myang-ʼdas ou myan-ngan ʼdas-pa (litt. : passer au-delà la souffrance), en thaï นิพพาน nípphaan et en khmer និព្វាន nipean.

## Dans le bouddhisme

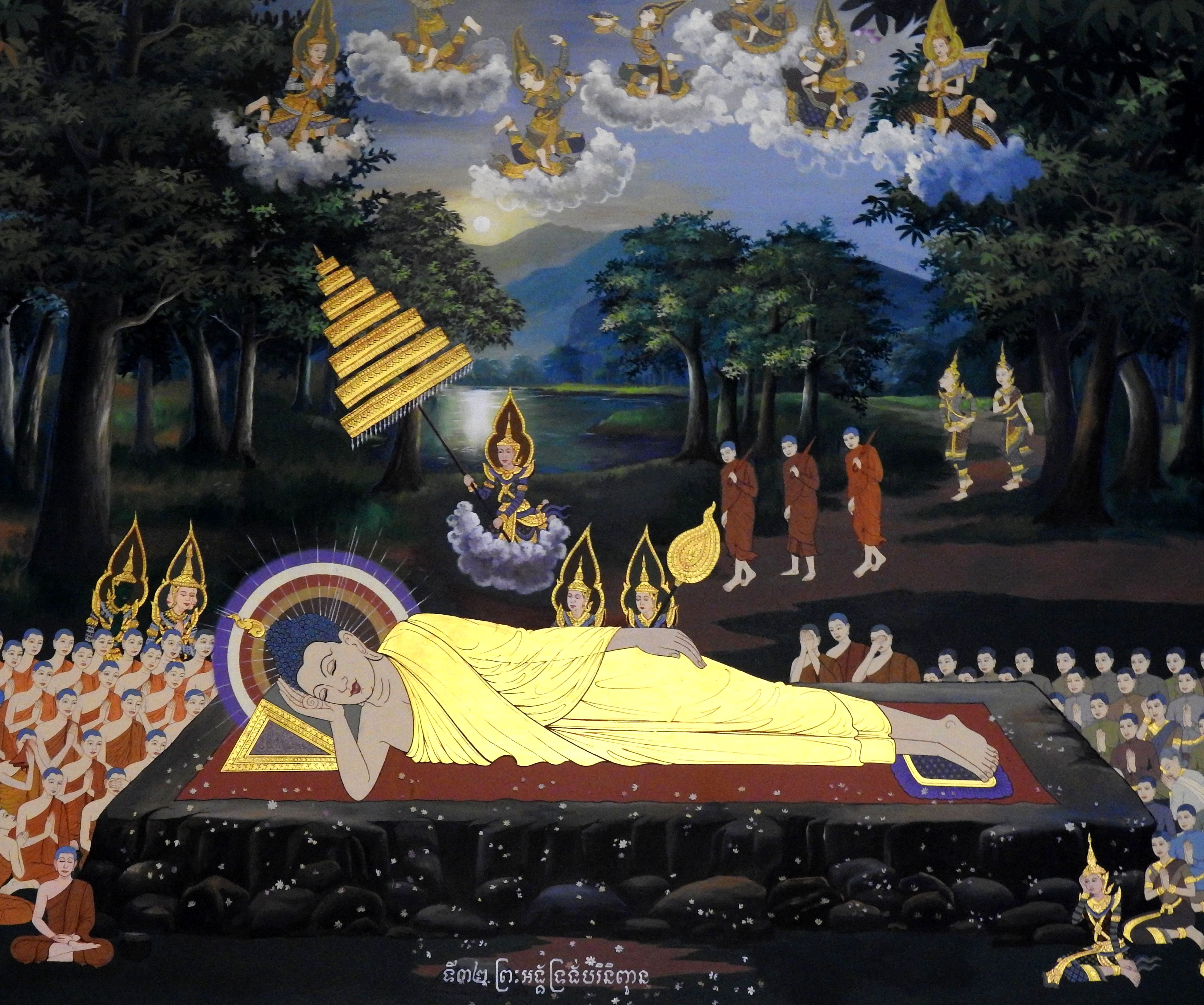
Peinture murale traditionnelle khmère représentant le Bouddha entré dans le parinirvâna. Wat Botum Vathey, Phnom Penh, Cambodge.

Dans son acception bouddhique, qui est peut-être la plus commune aujourd'hui, ce terme désigne la finalité de la pratique bouddhique, l'Éveil (bodhi). Il est au-delà de toute description et ne peut être défini que négativement comme la fin de l'ignorance, facteur essentiel de la coproduction conditionnée, et des trois soifs : désir des sens (kāma-taṇhā), désir d'existence ou vouloir-vivre (bhava-taṇhā) et désir d'annihilation (vibhava-taṇhā). Le nirvāṇa est une forme d'achèvement qui peut être comparé, selon les textes, à l'extinction d'une flamme (individualité ou sens du soi) : de même qu'on ne peut définir un feu qui ne brûle pas, on ne peut définir une personne qui a « exsufflé » les agrégats d'existence (désirs, volitions, conceptions erronées) qui entraînent une personne non éveillée de renaissance en renaissance. Le premier moine à atteindre cet état fut Ajnata Kaundinya.
Une définition moins négative est celle d'une paix intérieure totale et permanente, provenant du détachement. L'acquisition de cet « état » (qui est défini comme un « non-état ») est réputée possible pendant la vie, ou, éventuellement, lors de la mort. L'idée assez vulgarisée dans le public du nirvāṇa comme d'un « paradis » où l'on continuerait à exister après la mort est contradictoire avec la thèse bouddhiste du non-soi et de la vacuité des phénomènes et de l'Absolu. On ne peut donc ni y « entrer » ni y « rester ». Le nirvāṇa n'est pas non plus la mort, mais plutôt la fin de la croyance en un ego autonome et permanent.
Des termes proches sont : éveil, extinction, libération, illumination, délivrance, vacuité absolue, paix suprême, réalité ultime. Selon Philippe Cornu : « On ne confondra pas nirvâna et Éveil, même si ces notions sont intimement liées. Le nirvâna a un rapport direct avec la libération de la souffrance et des conditionnements, tandis que l'Éveil est un phénomène de nature cognitive qui implique la manifestation pleine et entière de la sagesse, c'est-à-dire de la connaissance directe et non conceptuelle de la Réalité telle qu'elle est. »
Selon Buddhadasa : « Nibbana n’a absolument rien à voir avec la mort. Le mot « Nibbana » signifie « fraîcheur ». Autrefois, lorsque ce n’était qu’un mot ordinaire du langage de tous les jours, il voulait déjà dire « fraîcheur ». Quand il est employé dans la langue du Dhamma, dans un contexte religieux, il signifie encore « fraîcheur », mais en référence au refroidissement ou à l’extinction des brûlures provoquées par les kilesa (les réactions émotionnelles) alors que, dans le langage usuel, il signifie le refroidissement de la brûlure d’un feu sur le plan physique. »
Pour le bouddhisme hīnayāna, le nirvāṇa est « l'autre rive », qui « existe » par opposition au cycle du devenir, le saṃsāra, alors que pour le bouddhisme mahāyāna nirvāṇa et saṃsāra sont ultimement identiques, de par la non-dualité de la nature des choses.
On distingue au moins deux types de nirvāṇa :
- nirvāṇa avec reste d’existence (pali : sa-upādisesa-nibbāna, sanskrit : sopādhiśeṣa nirvāṇa) : celui qu'obtient un arhat ou un bouddha au cours de sa vie ;
- nirvāṇa sans reste d’existence (pali : an-upādisesa-nibbāna, sanskrit : nirupādhiśeṣa nirvāṇa) : appelé aussi parinirvâna (pali : parinibbāna), ou extinction complète, lors de la mort d'un arhat ou d'un bouddha.

L'école Cittamātra du Mahāyāna rajoute deux autres types :
- prakṛti-viśuddha-nirvāṇa : tous les êtres sont dans un nirvāṇa originellement pur ;
- apratiṣṭhita-nirvāṇa : nirvāṇa « non fixé », celui des bodhisattvas qui ne demeurent ni dans le samsâra ni dans le nirvāṇa, pour le bien des êtres sensibles.

Nāgārjuna dans les Stances de la Voie du Milieu par Excellence souligne que « le nirvana n'est rien d'autre que la réalité commune, vue sous un autre angle » et on lit dans La Grande Concentration et Pénétration du Grand Maître Tiantai : « Les désirs terrestres sont l’illumination ; les souffrances de la naissance et de la mort sont le nirvana. » par la pratique du Daimoku.

## Dans l'hindouisme
Le même concept existe également dans l'hindouisme mais il est de préférence nommé moksha (ou encore mukti, laya), le terme de nirvāṇa y étant moins souvent employé.

## Dans le jaïnisme
Comme pour l'hindouisme, le terme nirvana est utilisé généralement dans le jaïnisme en synonyme du mot moksha qui peut se traduire par : illumination, éveil, libération. Ce stade, cet état est atteint lorsque l'individu a détruit tout son karma, tout son attachement au monde terrestre et ses conséquences. La libération dans la théorie jaïne ne peut être gagnée que lorsque la mort du corps physique arrive ; il est à noter que pour le courant digambara, seuls les hommes peuvent y parvenir. Ces théories ne doivent pas faire oublier que le jeûne, la méditation sont les voies du salut, qu'il faut suivre en respectant les Mahavratas : les vœux du jaïnisme, et les Trois Joyaux.

## Citations dans le bouddhisme
- « Il y a un sans-naissance, sans-devenir, sans-création, sans-condition. S'il n'y avait pas ce sans-naissance, sans-devenir, sans-création, sans-condition, on ne pourrait échapper au né, devenu, créé, conditionné. Mais puisqu'il y a un sans-naissance, sans-devenir, sans-création, sans-condition, on peut échapper au né, devenu, créé, conditionné. » Udana, VIII, 3.
- « Comme une flamme soufflée par un vent puissant va en repos et ne peut être définie, ainsi le sage qui est libéré du corps et de l'esprit (nāmakāyā) va en repos et ne peut être défini. Pour lui, il n'y a plus de mesure qui permette de le décrire. Quand toute chose (dharma) a disparu, tous les signes de reconnaissance ont aussi disparu. » Sutta Nipāta
- « Là où il n'y a rien, où rien ne peut être saisi, c'est l'Ile ultime. Je l'appelle nirvāṇa : extinction complète de la vieillesse et de la mort. » (Sutta Nipāta, 1093-1094)
- « Le nibbana est la cessation du devenir. » (bhava nirodho nibbanam) (Samyutta Nikaya 12, 68)
- « Le nibbana est le bonheur suprême. » (nibbana paramam sukham) (Dhammapada, 204)
- « Le nirvāṇa est la quiétude de l'océan lorsque le petit enfant s'y noie. » (Tetsuo)
- « Le nirvāṇa est au-delà des termes de dualité et de relativité. Il est donc au de-delà de nos conceptions communes de bien et du mal, du juste et de l'injuste, de l'existence et de la non-existence. (...) Sāriputta dit une fois : "O ami, le nirvāṇa est le bonheur [sukha]. le nirvāṇa est le bonheur !". Udāyi lui demanda alors : "Mais, ami Sāriputta, quel bonheur cela peut-il être puisqu'il n'y a pas de sensation ?" La réponse de Sāriputta est hautement philosophique, elle se situe au-delà de la compréhension commune : "Qu'il n'y ait pas de sensation, cela même est le bonheur." »[9]
- « Je ne vous ai pas parlé de l'existence ni de l'inexistence, ni s'il est un état qui ne soit ni l'un ni l'autre. Pourquoi ne vous ai-je pas révélé ces choses ? Parce que cela n'est pas édifiant, parce que cela ne tient pas à l'essence de la loi, ne tend pas à la conversion de la volonté, à la cessation du désir, au repos, à l'acquisition des pouvoirs supérieurs, à la sagesse suprême, au Nirvana.[réf. souhaitée] » (Bouddha)

## Sens populaire
Dans le langage familier, nirvana désigne un « bonheur suprême », un plaisir des sens atteint notamment par la sexualité, des objets ou des situations hautement agréables. Il s'agit alors d'un sens à peu près synonyme de plaisir intense, assez éloigné de la notion originelle de nirvāṇa.

## En psychanalyse
(juin 2020).
Le principe de nirvana est un concept psychanalytique de la tendance au néant, ce qui ne correspond pas au terme nirvāṇa bouddhiste, mais plutôt à vibhavatṛṣna qui est la soif de non-existence. Néanmoins l’état de Nirvana des bouddhistes se situe à un niveau très supérieur à l’état de Nirvana décrit par Freud, qui signifie plutôt une absence de tensions grâce à la satisfaction complète et temporaire des pulsions affectives, sexuelles et physiologiques.